# Pierre La Palud

Commentaire de Pierre La Palud sur la 4e sentence de Pierre Lombard (In quartum sententiarum).

Pierre La Palud (de son nom de plume Petrus de Palude ; né vers 1277 – mort le 13 janvier 1342) est un théologien et archevêque français.

## Biographie
Pierre La Palud est né vers 1277 à Varambon, dans le comté de Bresse, alors rattaché à la Savoie. Il entra dans les ordres chez les Dominicains de Lyon, effectua ses études de théologie à l'université de Paris, et fut reçu Maître et Docteur en théologie en 1314. Désireux de se consacrer entièrement à l'enseignement et l'écriture, il fuyait les postes honorifiques lorsqu'ils n'avaient aucun rapport avec la connaissance.
Pourtant, il fut par deux fois nommé définiteur de la province de France auprès du chapitre général. Le pape Jean XXII, qui voulait organiser une croisade, le dépêcha en 1318 comme légat apostolique auprès du comte de Flandre Robert III de Flandre, dans l'espoir de rétablir la paix entre ce prince et le roi de France Louis X : la mission fut un échec, et ses collègues s'empressèrent d'en rejeter la faute sur lui, mais il se disculpa facilement devant le pape. Il fut également membre de la commission nommée par Jean XXII pour examiner les écrits du théologien Pierre de Jean Olivi, dont les livres colportaient certaines hérésies des Fraticelles. L'Encyclopédie Catholique signale que « Vers ce temps, il composa « De causa immediata ecclesiasticæ potestatis » (Paris, 1506) dirigée contre le théologien Jean de Pouilly, dont les hérésies furent condamnées le 25 juillet 1321. » La recherche contemporaine attribue toutefois ce pamphlet à Guillaume-Pierre Godin. En 1329, le pape l'appela à sa cour en Avignon, et le consacra patriarche latin de Jérusalem.
La même année, il voyagea en Égypte pour y négocier avec le sultan la libération de la Palestine, mais ce monarque fut inexorable. Alors les descriptions que donna le patriarche de l'état de désolation de la Palestine suscitèrent l'annonce d'une nouvelle croisade, mais le désenchantement et les dissensions entre les princes chrétiens firent avorter l'entreprise.
La Palud reprit ses études : il écrivit un commentaire des Sentences du prélat Pierre Lombard, où il s'oppose au philosophe Guillaume Durand de Saint-Pourçain.
En 1332, le roi de France Charles IV le Bel lui demanda de présider les délibérations d'un concile de prélats et de théologiens réuni à Versailles pour trancher sur l'opinion de Jean XXII, selon laquelle l'âme du Juste ne peut avoir part à la Vision béatifique avant le Jugement dernier. En cette matière délicate, le patriarche et ses collègues firent preuve d'une prudence consommée. Dans l'avis adressé au roi de France, ils déclarent :
- leur entière soumission à l'autorité du pape, et leur dévotion filiale à sa personne ;
- leur conviction, fondée sur l'assurance de témoins dignes de foi, selon laquelle Jean XXII n'a jamais professé, et encore moins enseigné l'opinion qu'on lui attribue, mais qu'il n'a fait que la mentionner (recitando) pour la juger ;
- que depuis la mort du Christ, les âmes des justes exempts de fautes à expier immédiatement après leur mort, de même que les âmes des personnes passées par le Purgatoire, sont admises à partager la vision béatifique, qui dure éternellement.

Cette doctrine sera d'ailleurs fixée par Benoît XII, le 29 janvier 1336. Outre les œuvres déjà citées, La Palud a composé des commentaires sur chacun des livres de la Bible, et établi une concordance de la Somme Théologique de Thomas d'Aquin (Salamanque, 1552).
La Palud mourut à Paris ayant à peine soixante-cinq ans et fut inhumé au Couvent des Jacobins.